# Aldo Bennici
Aldo Bennici (Palermo, 16 aprile 1938) è un violista italiano.

## Biografia
Aldo Bennici inizia gli studi del violino a undici anni con Gioacchino Maglioni al Conservatorio L. Cherubini di Firenze. Si è poi avvicinato alla viola grazie a Piero Farulli, che è diventato il suo insegnante. 
Bennici ha iniziato la sua carriera concertistica col Concerto per viola di Béla Bartók al Teatro Comunale di Firenze con Eliahu Inbal. In seguito è stato invitato, come solista, dalle principali orchestre italiane e straniere, tra le quali l’Orchestra del Teatro alla Scala, dell’Accademia Nazionale di Santa Cecilia, del Maggio Musicale Fiorentino, Gruppo Strumentale per la Musica Contemporanea. 
Bennici ha ricoperto la carica di direttore artistico dell’Orchestra Regionale Toscana (1986-95), della Giovine Orchestra Genovese (1995-2000), dell’Accademia Musicale Chigiana (1996-2013), della Sagra Musicale Umbra e del CIDIM. Per quattro anni Bennici ha fatto parte del complesso I Musici. Ha partecipato a numerosi festival internazionali come quello di Edimburgo, Maggio musicale Fiorentino, Biennale Musica di Venezia, Dubrovnick.
Bennici è stato docente di musica d’assieme al Conservatorio A. Boito di Parma.
A Bergamo nel 2008 l’Accademia Musicale Chigiana, guidata da Bennici, ha ricevuto il premio speciale della critica musicale italiana Franco Abbiati, 28ª edizione, per Filemone e Bauci di Haydn.
Gli interessi di Bennici nei confronti della musica contemporanea lo hanno portato a collaborare con diversi compositori italiani. Hanno scritto per Aldo Bennici: Arrigo Benvenuti, Luciano Berio, Sylvano Bussotti, Aldo Clementi, Franco Donatoni, Armando Gentilucci, Adriano Guarnieri, Gaetano Luporini, Bruno Maderna, Franco Pennisi, Goffredo Petrassi.
Ha smesso di suonare a Parigi, dopo un concerto pubblico di Radio France intorno al 2013.
Dopo il suo ritiro, Bennici ha donato la sua viola Lorenzo Storioni (scuola di Cremona) all’Accademia di Firenze. Era proprietario anche di una viola Giorgio Corsini (1970).
Le partuture, documenti, lettere e i manoscritti di Aldo Bennici sono stati donati alla Fondazione Paul Sacher Stiftung di Basilea.
Ha registrato per le etichette discografiche: 
Philips; Fonit Cetra-Italia; Ricordi; Atopos

## Revisioni
- Rodolphe Kreutzer, 42 studi per violino trascritti per viola, Milano, Ricordi, 1982
- Johan Sebastian Bach, Sei Sonate e Partite BWV 1001-1006 trascritte per viola da Bennici; Milano, Ricordi, 1995

## Scritti
In collaborazione:
- Eleonora Negri (a cura di), La linea fiesolana: la felice utopia di Piero Farulli; contributi di Roberto Abbado, Aldo Bennici, Sandro Cappelletto e altri, Firenze, Nardini, 2021
- Maria Rosa De Luca, Salvatore Enrico Failla, Graziella Seminara (a cura di), Per Aldo Clementi: nell'occasione dei suoi ottant'anni, 25 maggio 2005, Università degli studi di Catania, 2005, p. 16